# Reşit
Reşit (türk. für „reif“) ist ein türkischer männlicher Vorname arabischer Herkunft. Die in Nordafrika übliche Variante lautet Rachid.

## Namensträger
- Mustafa Reşit Akçay (* 1958), türkischer Fußballtrainer
- Reşit Galip (1893–1934), türkischer Politiker
- Reşit Güner (* 1953), türkischer Fußballspieler und -trainer
- Reşit Karabacak (1954–2020), türkischer Ringer
- Cemal Reşit Rey (1904–1985), türkischer Komponist